# 北日本文学賞
北日本文学賞（きたにっぽんぶんがくしょう）は、北日本新聞社が主催する、公募式文学賞の一つ。

## 概要
1966年（昭和41年）11月1日に地方からの新人作家発掘を目的として主催された賞である。北日本新聞社の地元富山県からの応募者が多かったが、近年では短編小説の登竜門として全国から応募が寄せられる。
選者は一人で、第1回から第2回までが丹羽文雄、第3回から第24回までが井上靖。25回から現在までが宮本輝である。
受賞作は元日の北日本新聞に掲載される。

## 受賞作一覧

### 第1回から第10回
- 第1回（1966年度） - 藤瀬光哉 「二つの火」
- 第2回（1967年度） - 杉昌乃 「佐恵」
- 第3回（1968年度） - 林英子 「空転」
- 第4回（1969年度） - 山村睦 「大鹿」
- 第5回（1970年度） - 神部龍平 「闘鶏」
- 第6回（1971年度） - 佐伯葉子 「がらんどう」
- 第7回（1972年度） - 小柳美智子 「十七歳の日に」
- 第8回（1973年度） - 息長大次郎 「越の老函人」
- 第9回（1974年度） - 小島久枝 「軍医大尉」
- 第10回（1975年度） - 佐々木国広 「乳母車の記憶」

### 第11回から第20回
- 第11回（1976年度） - 該当作なし
- 第12回（1977年度） - 夏目千代 「パントマイム」
- 第13回（1978年度） - 野島千恵子 「氷の橋」
- 第14回（1979年度） - 田口佳子 「靴」
- 第15回（1980年度） - 中西美智子 「流れない歳月」
- 第16回（1981年度） - 井村叡 「老人の朝」
- 第17回（1982年度） - 渡部智子 「額縁」
- 第18回（1983年度） - 間嶋稔 「悪い夏」
- 第19回（1984年度） - 桂城和子 「風に棲む」
- 第20回（1985年度） - 吉住侑子 「遊ぶ子どもの声きけば」

### 第21回から第30回
- 第21回（1986年度） - 森田功 「残像」
- 第22回（1987年度） - 北村周一 「ユーモレスク」
- 第23回（1988年度） - 原口真智子 「電車」
- 第24回（1989年度） - 高嶋哲夫 「帰国」
- 第25回（1990年度） - 織田卓之 「残照」
- 第26回（1991年度） - 中沢ゆかり 「夏の花」
- 第27回（1992年度） - 三村雅子 「満月」
- 第28回（1993年度） - 長岡千代子 「遠きうす闇」
- 第29回（1994年度） - 我如古修二 「この世の眺め」
- 第30回（1995年度） - 花輪真衣 「ブリーチ」

### 第31回から第40回
- 第31回（1996年度） - 早瀬馨 「眼」
- 第32回（1997年度） - 長山志信 「ティティカカの向こう側」
- 第33回（1998年度） - 岩波三樹緒 「お弔い」
- 第34回（1999年度） - 井野登志子 「海のかけら」
- 第35回（2000年度） - 佐々木信子 「ルリトカゲの庭」
- 第36回（2001年度） - 菅野雪虫 「橋の上の少年」
- 第37回（2002年度） - 丸岡通子 「みみず」
- 第38回（2003年度） - 夏芽涼子 「花畳」
- 第39回（2004年度） - 松嶋ちえ 「あははの辻」
- 第40回（2005年度） - 飛田一歩 「最後の姿」

### 第41回から第50回
- 第41回（2006年度） - 阪野陽花 「催花雨」
- 第42回（2007年度） - 村山小弓 「しらべ」
- 第43回（2008年度） - 齊藤洋大 「彼岸へ」
- 第44回（2009年度） - のむら真郷 「海の娘」
- 第45回（2010年度） - 沢辺のら 「あの夏に生まれたこと」
- 第46回（2011年度） - 瀬緒瀧世 「浅沙の影」
- 第47回（2012年度） - 中村公子 「藁焼きのころ」
- 第48回（2013年度） - 鈴木篤夫 「ビリーブ」
- 第49回（2014年度） - 森田健一 「風邪が治れば」
- 第50回（2015年度） - 高田はじめ 「かんぐれ」[2]

### 第51回から第60回
- 第51回（2016年度） - 田中博之 「遠雷の聞こえる畔」[3]
- 第52回（2017年度） - 稲尾れい 「虫めづるの庭」
- 第53回（2018年度） - 福永真也 「種を蒔く人」
- 第54回（2019年度） - 逢河光乃 「ブルームーン」[4]
- 第55回（2020年度） - 谷町蛞蝓 「きぼう」
- 第56回（2021年度） - 神戸妙子 「虚海の船」
- 第57回（2022年度） - 水上朝陽 「寡黙な子どもとお守り」
- 第58回（2023年度） - 大下さえ 「疾風迅雷、駆け抜けろ」
- 第59回（2024年度） - 岡本佳奈 「月と鱧」[5]